# South Charford
South Charford est un hameau situé dans le district de New Forest, dans le comté du Hampshire, en Angleterre.
Il se trouve dans la paroisse civile de Breamore sur la rive ouest de la rivière Avon.

## Histoire
South et North Charford sont généralement identifiés avec le « gué de Cerdic » qui apparaît deux fois dans la Chronique anglo-saxonne. 
Il est d'abord mentionné pour l'année 508 où il est dit qu'après une bataille à l'est « la terre jusqu'au gué de Cerdic s'appelait Natanleaga ». Pour l'année 519, on nous dit que « Cerdic et Cynric ont succédé au royaume [des Saxons], et dans la même année ils se sont battus contre les Britanniques à un endroit appelé gué de Cerdic ». Si une bataille a réellement eu lieu ici, il est possible que la frontière du Hampshire y ait été établie.
À l'époque du Domesday Book de 1086, South Charford (Cerdeford) était une localité assez vaste d'environ 24 ménages.
Le manoir était tenu de Hugh de Port par William de Chernet et il resta dans la famille Chernet pendant plus de 200 ans.
En 1293, Iseult de Chernet eut affaire avec le manoir qui passa par héritage ou par achat à Oliver de la Zouche.
Quelque temps avant 1428, il fut vendu à Sir John Popham qui a servi en France sous Henry V et le Duc de Bedford, possession de la famille Bulkeley, il a suivi le sort de Burgate à Fordingbridge jusqu’en 1600, lorsque John Bulkeley l’a transmis à Hugh Grove.
Sir William Dodington le tenait en 1624. Son fils Herbert mourut sans enfant en 1633 et son père, qui survécut, tint le manoir jusqu'à sa mort en 1638, date à laquelle il passa à son plus jeune fils, John. South Charford passa par vente ou règlement à Fulke Greville, 5ème Baron Brooke et resta dans sa famille jusqu'en 1747-1738, date à laquelle Francis Greville, 8ème Baron Brooke vendit ses domaines dans le Hampshire.
South Charford passa à Henry Archer puis suivit le même sort que North Charford.

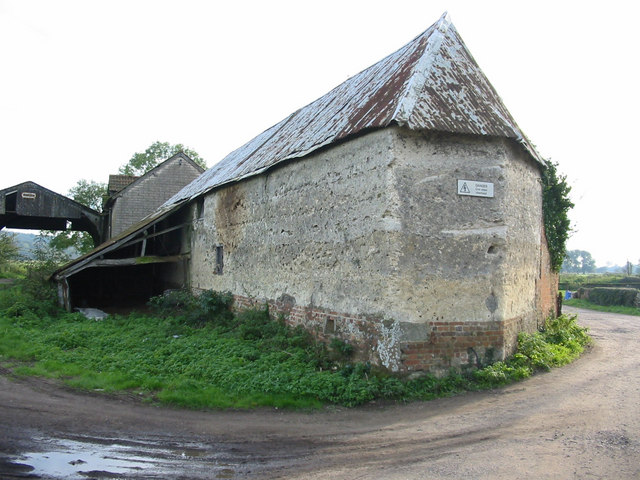
Vieille ferme à South Charford.

Sir John Popham aurait construit une chapelle avec le consentement du  Prieur de Breamore. Elle fut inaugurée en 1404. La chapelle était en ruines au milieu du XVIIIe siècle, quand Thomas Archer en utilisa les matériaux pour agrandir et reconstruire l'église de Hale. 
Le site se trouve dans un champ près de South Charford Farm, il est maintenant occupé par un grand if.
South Charford a longtemps été une paroisse distincte, même si, au début du XIXe siècle, elle a été considérée comme une dîme de la paroisse de North Charford.
La population de South Charford, composée de 70 habitants, vivait dans 13 maisons en 1870.
La paroisse civile de South Charford a été abolie en 1932 et South Charford fait maintenant partie de la paroisse civile de Breamore. Il n’existe plus de village aujourd’hui, quelques bâtiments de ferme seulement.